# Feldhockey-Bundesliga 2021/22 (Damen)
Die Saison 2021/22 der Feldhockey-Bundesliga der Damen begann am 4. September 2021. Der Spielmodus der Hin- und Rückrunde wurde vor der Saison 2019/20 geändert und umfasste eine Hinrunde, eine verkürzte Rückrunde in Sechsergruppen, Playoffs und Abstiegsspiele.
Die Endrunde fand erneut gemeinsam mit den Herren am 4. und 5. Juni 2022 in Bonn statt. Die Damenmannschaft des Düsseldorfer HC verteidigte seinen Meistertitel aus dem Vorjahr erfolgreich nach einem Finalsieg im Penalty-Schießen über den Mannheimer HC.

## Hauptrunde
Legende:

(M) Deutscher Meister 2021

(N) Aufsteiger aus der 2. Bundesliga

 Playoff-Qualifikation

 Playdowns

### Hinrunde
| Platz | Club                   | Spiele | Tore  | Punkte |
| ----- | ---------------------- | ------ | ----- | ------ |
| 1.    | Mannheimer HC          | 11     | 29:9  | 28     |
| 2.    | Der Club an der Alster | 11     | 39:13 | 26     |
| 3.    | Düsseldorfer HC (M)    | 11     | 38:10 | 25     |
| 4.    | Harvestehuder THC      | 11     | 26:21 | 22     |
| 5.    | Rot-Weiss Köln         | 11     | 36:20 | 19     |
| 6.    | UHC Hamburg            | 11     | 17:18 | 18     |
| 7.    | Berliner HC            | 11     | 19:14 | 17     |
| 8.    | Großflottbeker THGC    | 11     | 17:26 | 12     |
| 9.    | Uhlenhorst Mülheim     | 11     | 11:25 | 10     |
| 10.   | Münchner SC            | 11     | 8:21  | 9      |
| 11.   | Club Raffelberg (N)    | 11     | 7:35  | 1      |
| 12.   | TuS Lichterfelde (N)   | 11     | 8:43  | 1      |

Endstand zur Winterpause (Stand 31. Oktober 2021, Winterpause)

### Rückrunde
Spiele zählen aus der Hin- und Rückrunde.
| Platz | Club               | Spiele | Tore  | Punkte |
| ----- | ------------------ | ------ | ----- | ------ |
| 1.    | Düsseldorfer HC    | 16     | 55:11 | 40     |
| 2.    | Rot-Weiss Köln     | 16     | 48:23 | 31     |
| 3.    | UHC Hamburg        | 16     | 30:27 | 25     |
| 4.    | Münchner SC        | 16     | 15:27 | 16     |
| 5.    | Uhlenhorst Mülheim | 16     | 17:39 | 13     |
| 6.    | TuS Lichterfelde   | 16     | 11:68 | 1      |

| Platz | Club                | Spiele | Tore  | Punkte |
| ----- | ------------------- | ------ | ----- | ------ |
| 1.    | Mannheimer HC       | 16     | 42:12 | 43     |
| 2.    | Club an der Alster  | 16     | 46:18 | 33     |
| 3.    | Harvestehuder THC   | 16     | 34:31 | 26     |
| 4.    | Berliner HC         | 16     | 27:21 | 24     |
| 5.    | Großflottbeker THGC | 16     | 23:35 | 18     |
| 6.    | Club Raffelberg     | 16     | 11:47 | 2      |

Endstand nach Ende der Hauptrunde (10. Mai 2022)

## Endrunde

### Viertelfinale
Die Viertelfinalrunde wurde an den Wochenenden 14./15. und 28./29. Mai 2022 gemeinsam mit den Herren ausgetragen. Ins Finale zieht jeweils die Mannschaft ein, die zuerst zwei Spiele für sich entscheiden kann. Sollte es keinen Sieger nach der regulären Spielzeit geben, gibt es einen Shoot-Out-Wettbewerb (Penalty-Schießen).
|                                            | Hinspiel             | Rückspiel            | 3. Spiel  |
| ------------------------------------------ | -------------------- | -------------------- | --------- |
| Berliner HC – Düsseldorfer HC              | 0:2 (0:1)            | 1:3 (2:0)            | –         |
| Münchner SC – Mannheimer HC                | 0:3 (0:1)            | 7:6 n. P. (0:2; 2:2) | 1:5 (0:1) |
| UHC Hamburg – Der Club an der Alster       | 1:2 (0:2)            | 0:2 (0:0)            | –         |
| Harvestehuder THC – KTHC Stadion Rot-Weiss | 3:2 n. P. (1:1; 1:1) | 4:2 n. P. (0:1; 1:1) | –         |

### Final Four
Die Endrunde wurde am Wochenende 4. und 5. Juni 2022 in Bonn gemeinsam mit den Herren ausgetragen.
Sollte es keinen Sieger nach der regulären Spielzeit geben, gibt es einen Shoot-Out-Wettbewerb (Penalty-Schießen).
|  | Halbfinale       | Halbfinale             | Halbfinale |  |  | Finale           | Finale           | Finale           |
|  |                  |                        |            |  |  |                  |                  |                  |
|  |                  |                        |            |  |  |                  |                  |                  |
|  | B1               | Mannheimer HC          | 5          |  |  |                  |                  |                  |
|  | B3               | Harvestehuder THC      | 1          |  |  |                  |                  |                  |
|  | (3:0)            | (3:0)                  | (3:0)      |  |  | B1               | Mannheimer HC    | 2                |
|  |                  |                        |            |  |  | A1               | Düsseldorfer HC  | 3                |
|  | A1               | Düsseldorfer HC        | 6          |  |  | n. P. (0:0; 0:0) | n. P. (0:0; 0:0) | n. P. (0:0; 0:0) |
|  | B2               | Der Club an der Alster | 5          |  |  |                  |                  |                  |
|  | n. P. (2:0; 2:2) |                        |            |  |  |                  |                  |                  |

| Deutscher Feldhockeymeister der Damen 2022 Düsseldorfer HC | Kader: Nathalie Kubalski, Annika Marie Sprink, Pia Lhotak, Luca Scheuten, Maike Schaunig, Emma Sophie Heßler, Clara Ycart Canal, Lisa Nolte, Selin Oruz, Tessa-Margot Schubert, Elisa Gräve, Sara Strauß, Sophia Schwabe, Carina Salz, Lilly Stoffelsma, Friederike Heusgen |

## Auf- und Abstieg

### Playdowns
Die Playdowns wurden erstmals im Modus Best-of-Five durchgeführt.
|                                        | Spiel 1   | Spiel 2         | Spiel 3   | Spiel 4   | Spiel 5 |
| -------------------------------------- | --------- | --------------- | --------- | --------- | ------- |
| Großflottbeker THGC – TuS Lichterfelde | 4:0 (1:0) | 5:2 (4:0)       | 2:0 (1:0) | –         | –       |
| Uhlenhorst Mülheim – Club Raffelberg   | 3:4 (0:0) | 4:2 n. P. (0:0) | 3:1 (1:1) | 6:1 (3:0) | –       |

Absteiger in die 2. Bundesliga waren damit der Club Raffelberg aus der Gruppe Nord und der TuS Lichterfelde aus der Gruppe Süd.

### Aufstieg
Aufsteiger aus der 2. Bundesliga waren der Bremer HC aus der Gruppe Nord und der TSV Mannheim aus der Gruppe Süd.